# Franciscus van der Steen

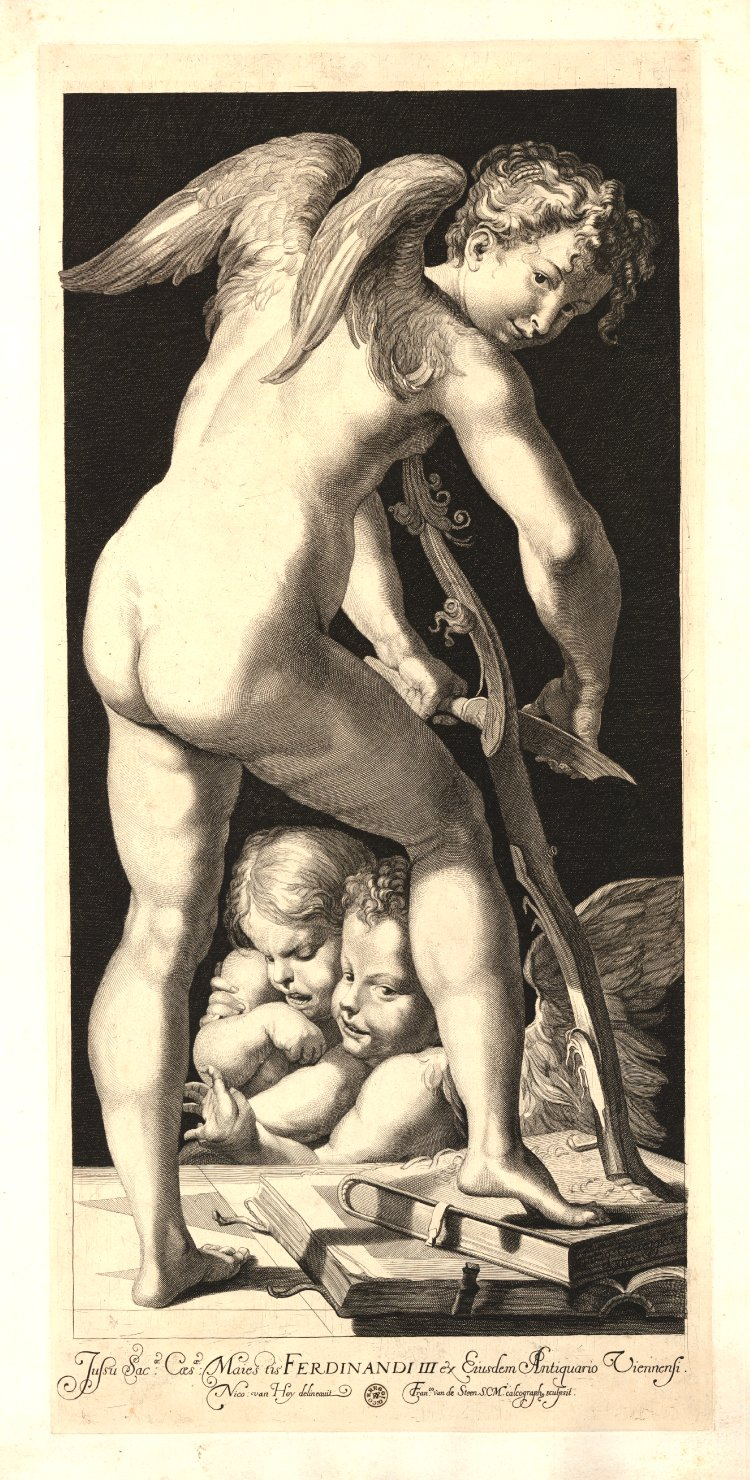
Amore da ragazzo mentre affila il suo arco con un coltello da Parmigianino

Franciscus van der Steen noto anche come Frans van der Steen, Franciscus van der Stein, Franciscus van der Stieen (Anversa, ... – Vienna, 1672) è stato un pittore e incisore fiammingo attivo a Vienna.

## Biografia
Si crede fosse nato ad Anversa tra il 1615 e il 1635. Studiò ad Anversa con l'incisore Alexander Voet il Vecchio.
È noto che fu attivo ad Anversa dall'anno 1643-1644. Fu uno dei tanti artisti fiamminghi, come Nikolaus van Hoy e Jan Anton van der Baren, che seguì l'arciduca Leopoldo Guglielmo d'Austria, l'amorevole governatore dei Paesi Bassi meridionali, al suo ritorno a Vienna nel 1656.
Franciscus realizzò un laboratorio a Vienna e il suo connazionale, il paesaggista Renier Meganck, si unì al suo laboratorio intorno al 1670. Nel 1671 Meganck fece da testimone e sigillò il testamento di Franciscus van der Steen che morì poco dopo all'inizio del 1672.

## Opere
Franciscus van der Steen era principalmente un incisore riproduttivo che realizzò opera da dipinti di artisti contemporanei. Lavorò assieme a Nikolaus van Hoy nelle incisioni per David Teniers il Giovane utilizzate nella sua pubblicazione Theatrum Pictorium. Nikolaus van Hoy di solito lavorava come disegnatore intermedio traducendo i modelli realizzati da Teniers dai dipinti originali della collezione dell'arciduca Leopoldo Guglielmo. Questi venivano poi incisi da van der Steen.
Lavorò anche per l'editore di Anversa Jan Meyssens su ritratti incisi per Het Gulden Cabinet der Edel Vry Schilderconst, il libro di biografie di artisti di Cornelis de Bie pubblicato nel 1662.

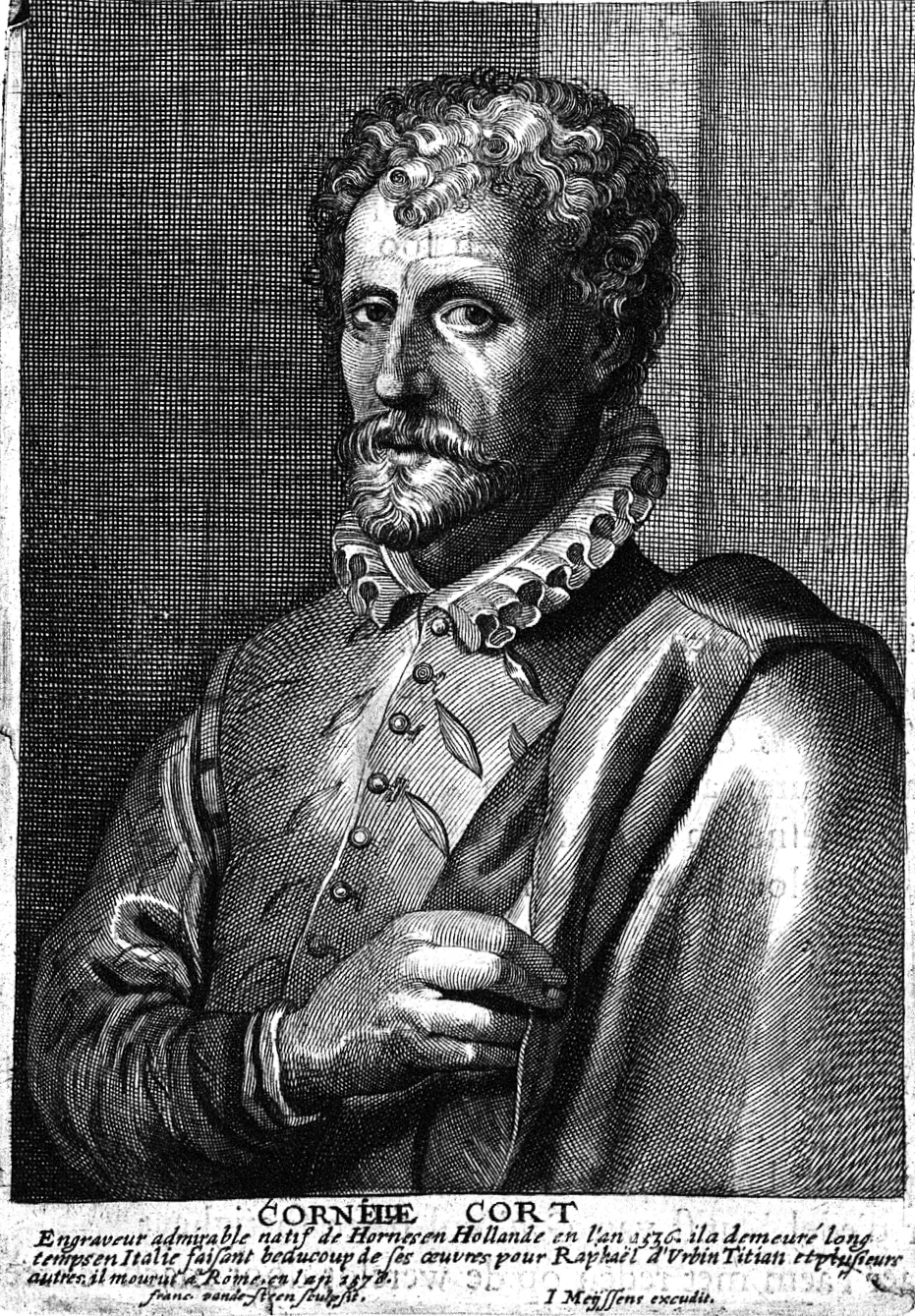
Ritratto di Cornelis Cort in Het Gulden Cabinet
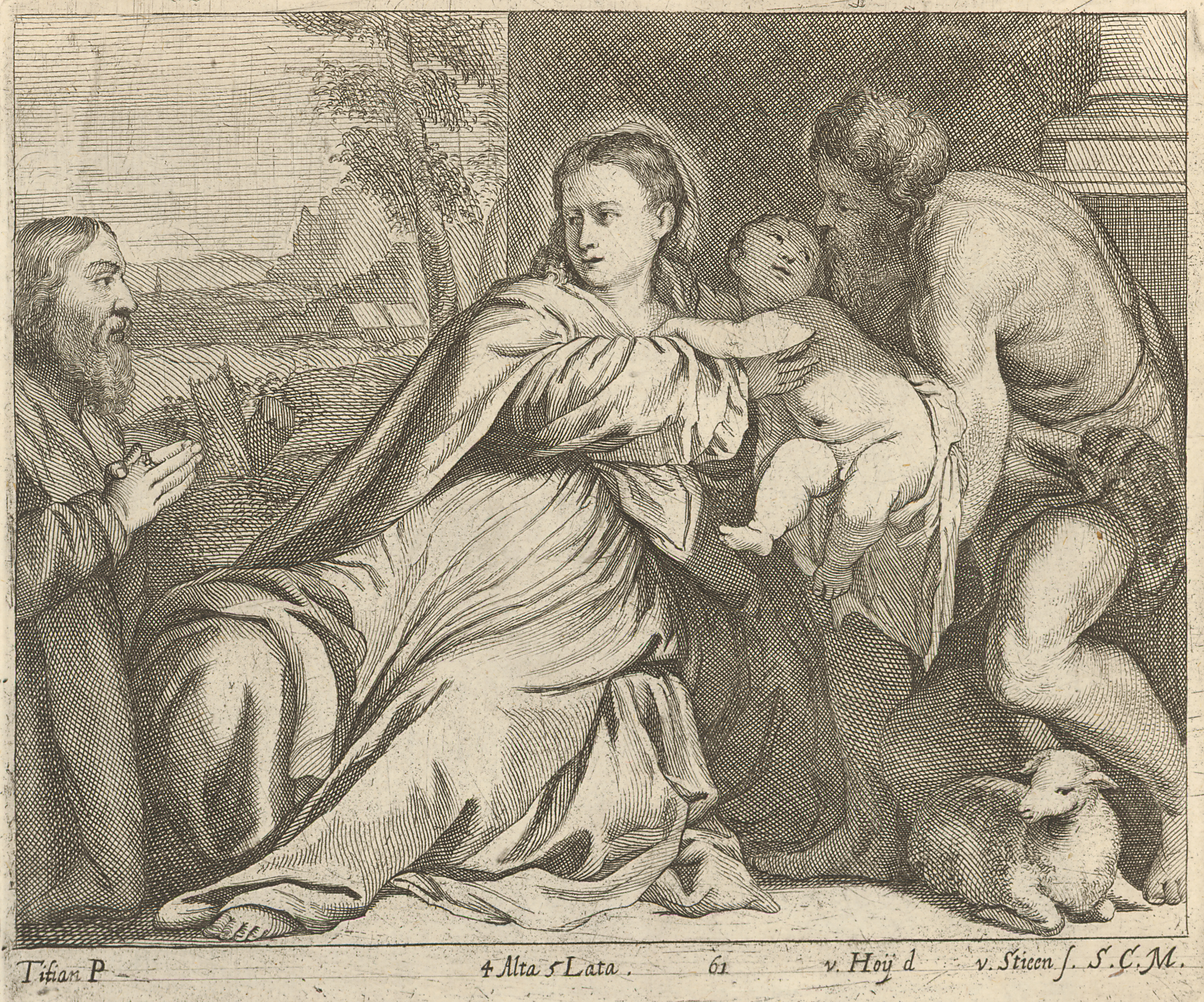
Sacra Famiglia da Tiziano